# Default (banda)
Default es una banda canadiense de hard rock/post-grunge de Vancouver. Desde su formación en 1999 han publicado cuatro discos, y se han vendido más de un millón de discos. La mayor parte de su base de fanes está en Canadá, pero ganó popularidad en los Estados Unidos por su exitosos sencillos "Wasting My Time" y "Deny".

## Historia

### Formación yThe Fallout(1999-2002)
La banda fue descubierta por Chad Kroeger, vocalista de la banda Nickelback (también un canadiense de post-grunge/rock alternativo), cuando su cinta de demostración le llamó la atención. Kroeger posteriormente prestó apoyo y asistencia a la producción de su primer y segundo discos. El álbum debut de Default, The Fallout, logró un éxito instantáneo debido al apoyo radial de "Wasting My Time" y "Deny". En 2002 ganó el defecto Juno Award por "Mejor Nuevo Grupo". El 30 de abril de 2003, el récord alcanzado un disco de platino certificación RIAA , lo que significa un millón de discos vendidos.

### Elocation(2003-2005)
Su segundo álbum llamado Elocation no pudo ganar la misma cantidad de popularidad en los Estados Unidos como su primer disco; Sin embargo, sí se solidifican su popularidad en Canadá. Elocation fue más exitoso por su éxito "(Taking My) Life Away" que se jugó extensivamente en la radio y la televisión en Canadá. Su segundo sencillo de Elocation fue "Throw It All Away", que luego fue seguido por "All She Wrote". Elocation fue posteriormente nominado "Mejor Álbum Rock del Año" en los 2005 premios Juno .

### One Thing Remains(2005-2007)
El sencillo "Count On Me" de su tercer álbum, One Thing Remains, fue un éxito en las radios canadienses antes de que el álbum fue lanzado aún. Después del lanzamiento oficial, el álbum fue un gran éxito en los Estados Unidos. Su canción "The Memory Will Never Die" fue utilizado como tema secundario para WWE en WrestleMania 23.

### Comes and Goes(2008-2012)
Según el blog de defecto en su página oficial, la banda fue originalmente la esperanza de tener su cuarto disco terminado y listo para ser lanzado en el verano/otoño de 2007, pero la fecha fue pospuesta hasta marzo de 2008. TVT Records se declaró en quiebra en febrero, y fue vendido en una subasta privada de The Orchard, un distribuidor independiente de la música en línea. Con el álbum terminado, una fecha de lanzamiento tentativa de marzo de 2009 se anunció a mediados de 2008, pero el material no fue lanzado más tarde. En una entrevista de audio con el sitio web AlternativeAddiction.com, se anunció que el nuevo disco, Comes and Goes, sería lanzado en septiembre de 2009 a través de EMI Canadá Records. El álbum fue lanzado el 29 de septiembre de 2009 en Canadá. Fue lanzado posteriormente en los EE. UU. el 25 de octubre de 2010.

### Hiato (2013-presente)
El 28 de septiembre de 2013, la banda anunció en su página oficial de Facebook que la banda no se está separando, pero se tomara un pequeño descanso y comenzar diferentes proyectos.
.
El 4 de septiembre de 2018 la banda anunció su regreso y posteriormente una gira nacional con Stone Temple Pilots y Seether como teloneros. Más adelante anuncian una gira con Age Of Days.

## Miembros
- Dallas Smith - Voz principal (1999-2013, 2018-2020)
- Jeremy Hora - Guitarra (1999-2013, 2018-2020)
- Dave Benedict - Bajo eléctrico (1999-2013, 2018-2020)
- Danny Craig - Batería, Percusión (1999-2013, 2018-2020)

Línea del tiempo

## Discografía
Álbumes de estudio
- 2001: The Fallout
- 2003: Elocation
- 2005: One Thing Remains
- 2009: Comes and Goes